# カッピー
『カッピー』は、みながわまさゆきによる日本の4コマ漫画作品。

## 概要
1994年8月号から1998年4月号まで『コミックボンボン』（講談社）にて連載された。元々は『コミックボンボン』1994年増刊号に掲載されていた。『デラックスボンボン』にも番外編が連載されていた。
本作は基本4コマ漫画だが、1995年や1996年の増刊号では4コマ漫画以外として「カッパー戦隊カピレンジャー」と言う、カッピーと他のカッピー5の4人のメンバーによる5人を主役にした番外編もあり、宇宙からの侵略宇宙人を相手にカピレンジャーが地球を救う為にいつものギャグ展開も交えながらも対決を繰り広げるのが主なストーリーである。
その他でも御一行で温泉旅行に行く等のショートストーリーもある。
当時の時事ネタやCMも踏まえてアニメ漫画やゲームに特撮のパロディネタに有名人のネタも随所に出て来るのも本作の特徴。
本作の他の特徴は間違い探しや迷路等のクイズキャンペーン式のがコミックボンボンやデラックスボンボンでも定期的に行われており、応募して抽選されると作者の直筆サインが貰えると言うものであった。
最終回はカッピーがカッパー星に帰っていく際に「帰ってきたカッピー」と嘘の連載再開告知をオチで御披露目して4年間の連載に幕を降ろした。
本作は単行本化されておらず電子書籍化もされていないが、岩泉町にある不定期主催の「漫画・イラスト原画展」の開催期間限定として岩泉町立図書館の展示コーナーにある本作の原画展を見る事ができる。
尚、サンリオや一部の他作品群や神奈川県の県営水道局のマスコットキャラクターの他に岡山県久米郡久米南町のマスコットキャラクター等（弓削駅にはそのモニュメントがある）で本作と同名の河童のキャラクターがいるが、一切関係ない。

## ストーリー
カッパー星の王子、カッピーが本来はカッパー星の大王の命によって地球侵略を目的に地球に降り立つも小学生、ケン太くんの家に居候したことから始まる4コマドタバタギャグ。

## 登場人物
カッピー
主人公。カッパー星の王子。カッピー5のリーダー。カッパー星の大王に命じられて地球に降り立つ。河童なので胡瓜が大好物。背中には刀を羽織っているものの、作中で使用された事は殆どない。本来は地球侵略が目的で地球に降り立つも、一軒家から地球侵略を始めようとしつつもどう言う訳かケン太君の家に居候の身になる。お調子者で気狂いで目立ちたがり屋な性格ゆえ、地球では何かと可笑しな事ばかりが目立つ為に、凡ゆる役柄に扮しては可笑しな行動を取ったり地球人相手を冷やかしては返り討ちにされる事が多い他、自身が所有している固有特殊アイテムの披露に加えて様々な商売や役割を担うも、どれもしょうもないものばかりである。カッパー星の宇宙人とは言え、自身の墓穴で事故等の災難に遭われる事もしばしばある。たまにアルシンドに間違えられる事もある。カッピー5のリーダーとしてカッパー戦隊カピレンジャーを結成し地球の危機を幾度も救う活躍もしている。最終回はケン太たちに別れを告げて母星カッパー星に帰っていき、更に嘘の連載再開告知をケン太たち一家と一緒に御披露目した。岩泉町の広報誌「広報いわいずみ」（令和3年度5月号）の紹介ページでは自身の事が思う程有名ではない事に歯痒く思っていた。
ケン太
小学生。マイの兄。地球に来たカッピーとは仲良しになり、いつも一緒に行動を取るものの、カッピーのおかしな行動に振り回される事が多い。
マイ
幼稚園児。ケン太の妹。シャボン玉遊びやセーラームーンが大好きで、木村拓哉のファン。
パパ
ママの夫でケン太とマイの父。ハンサムだが、本編では至って空気。他星からやってきたカッピーを最初に発見した。温泉旅行の話ではカッピー5のローズからはモテモテである。
ママ
パパの妻でケン太とマイの母。カッピーが惚れてしまう程のスタイル抜群。彼女も可笑しな面が目立つ。
おばあちゃん
ケン太一家の祖母。田舎から遥々やってきたパワフル婆ちゃん。早起きは朝飯前。世界一周が目標。
ゼブラ
カッピー5のメンバー。シマウマと同じ縞模様が特徴で硬派。
パンダ
カッピー5のメンバー。怪力で、満腹知らずの大食漢。
ローズ
カッピー5のメンバー。口元には薔薇を加えており、耳元にはリング型のピアスが付いている。お洒落好きでおしゃまな性格のオカマ。温泉旅行の話ではパパにベッタリであった。
ブラック
カッピー5のメンバー。クールな性格。
カッパー戦隊カピレンジャー
カッピーをリーダーとしてカッピー5の5人のメンバーで結成される戦隊ヒーロー。主に人助けを目的とする他に侵略宇宙人（主にアコラーやマツムラン）を相手にカピレンジャーが昆虫の力を宿して敵に立ち向かう事等で地球を救う活躍もした。
あたため戦隊電子レンジャー
カッピーがカピレンジャー結成を決意する切っ掛けになったTV番組にして、その主役となる5人組の（主に電子レンジがモチーフの）戦隊ヒーロー。「合体サンドイッチパンチ」「合体三枚下ろしキック」といったコンビネーション技をウリとする。決め台詞は「俺達がいる限り地球はホット！」。TV局でスーツアクターが露見する回があり、カピレンジャーから偽者と勘違いされてやっつけられる羽目に。
アコラー
主に「カッパー戦隊カピレンジャー」に登場する雌型宇宙人。基本として自身が操縦する浮遊メカに搭乗した状態が主である。当時流行りのギャル語を使ったり台詞を言い間違えそうになる等、お茶目な面がある。人型巨大ロボットのマツムランを連れて地球侵略の為にマツムランの動力源として地球の凡ゆる物を吸収させるも、立ちはだかるカピレンジャーとの繰り広げる対決の末によって失敗し、最後は宇宙へ逃亡した。
マツムラン
主に「カッパー戦隊カピレンジャー」に登場する人型巨大ロボット。アコラーと共に地球侵略の為に地球に降り立った。動力源供給の為に地球のあらゆる物体をアコラーの命によって沢山吸収するも、駆け付けたカピレンジャーに邪魔された為に対決を繰り広げ、更に対決の末に敗れる。
売れないビンボー漫画家MM
作者。売れないビンボー漫画家MMとして度々登場してはカッピーを振り回したり振り回されたりと散々な目に遭ってもいる。（作中内の）ボキャブラ天国のコーナーではネタの殆どがスベっていた。